# Pont suspendu de Triel
Le pont suspendu de Triel-sur-Seine est un pont routier de type suspendu qui franchit la Seine dans la commune de Triel-sur-Seine (département français des Yvelines). Ce pont fut mis en service en 1956 et remplaçait le premier pont suspendu de Triel datant de 1838 et détruit en juin 1940.

## Caractéristiques

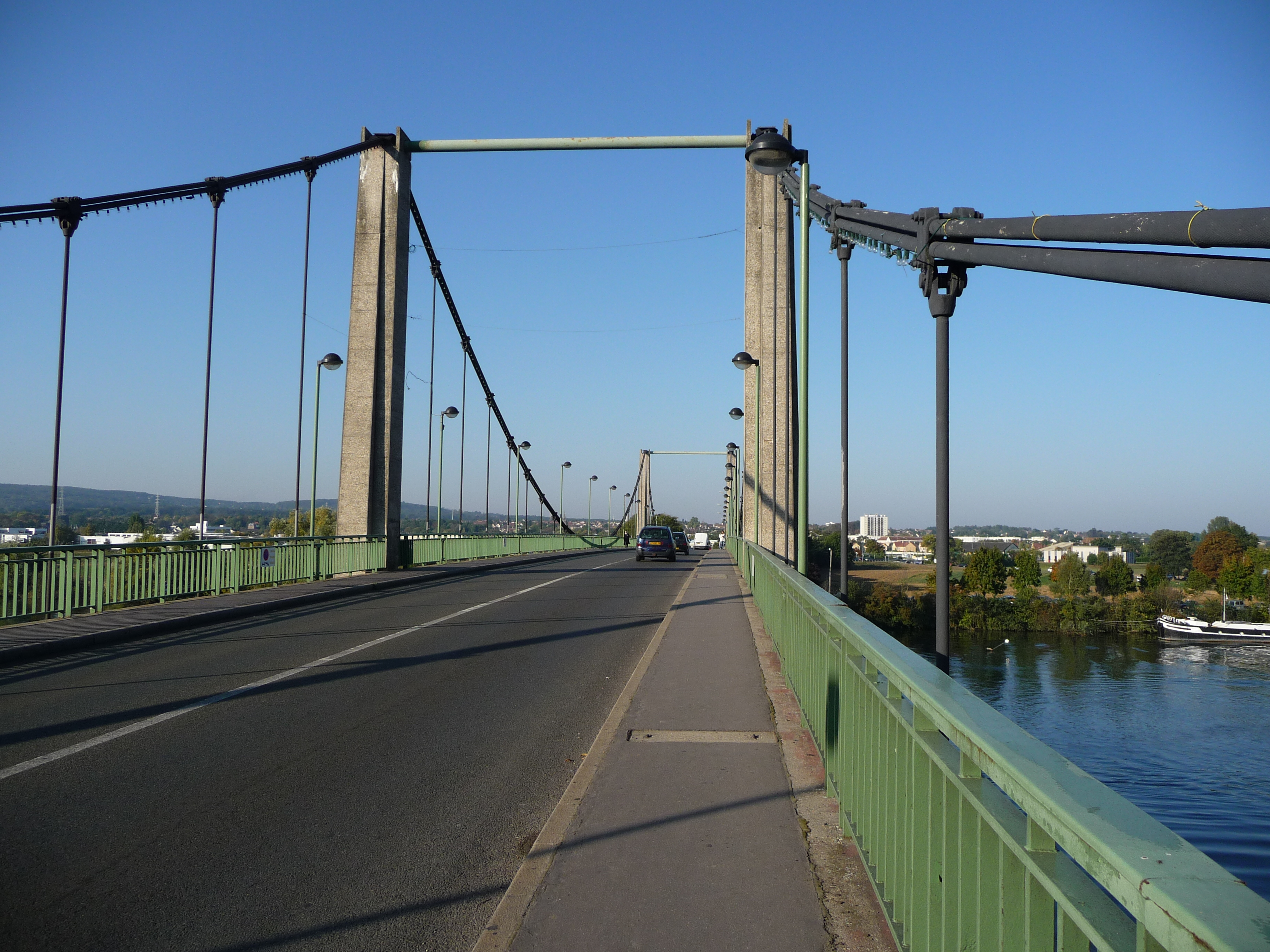
Vue de la chaussée.

Le pont suspendu de Triel-sur-Seine est un pont suspendu auto-ancré, c'est-à-dire dont les câbles de suspensions ne sont pas accrochés aux culées mais à des structures solidaires du tablier. Il est composé de trois travées pour une longueur totale de 180 mètres. Le tablier large de 10 mètres supporte une chaussée de 8 mètres de large.
Lors d'un comptage ponctuel effectué en 2006, le trafic moyen journalier hebdomadaire s'élevait à 12 026 véhicules.

## Historique

### Le premier pont suspendu

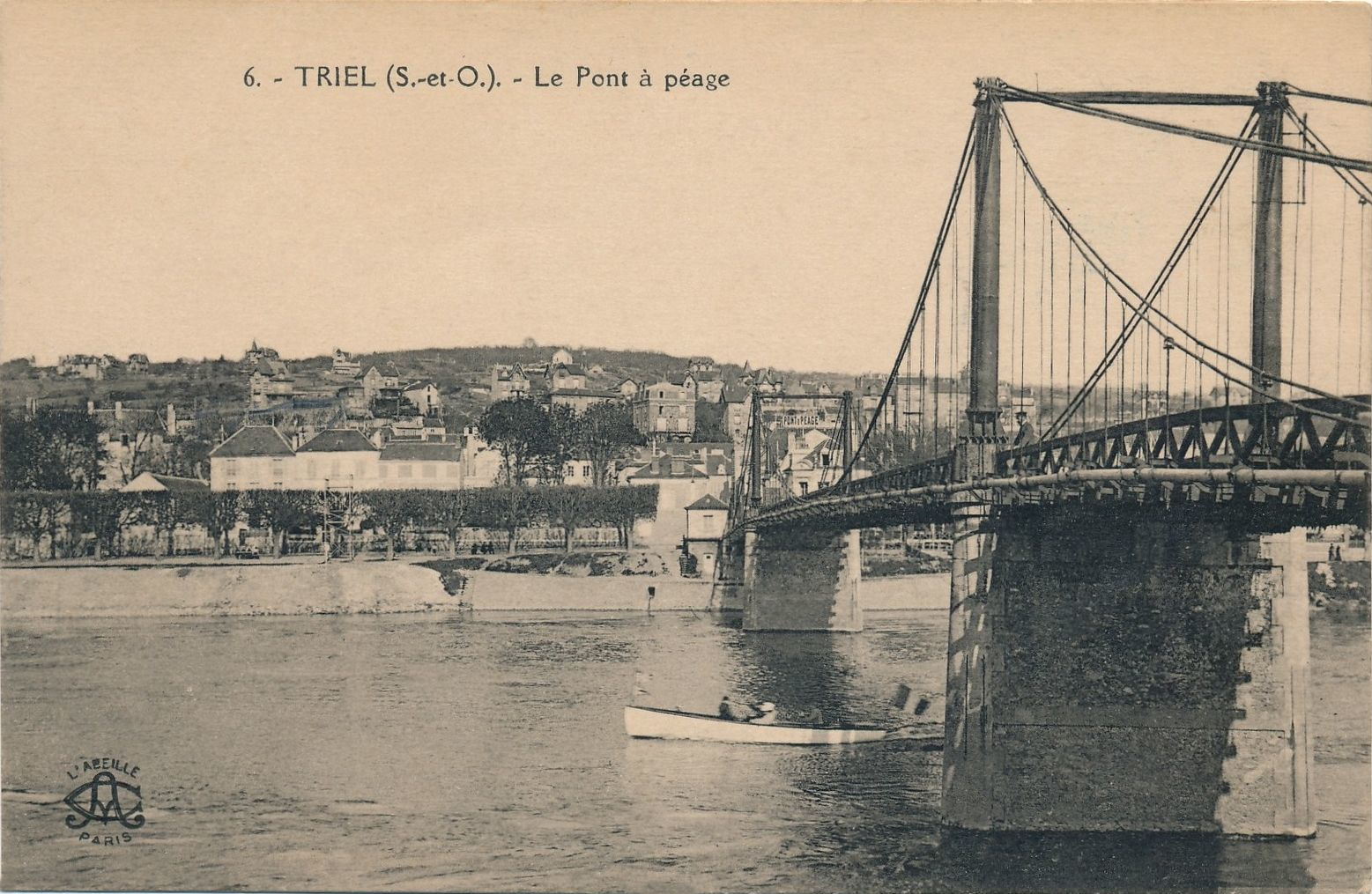
Le pont suspendu à péage construit en 1838 et détruit en 1940.

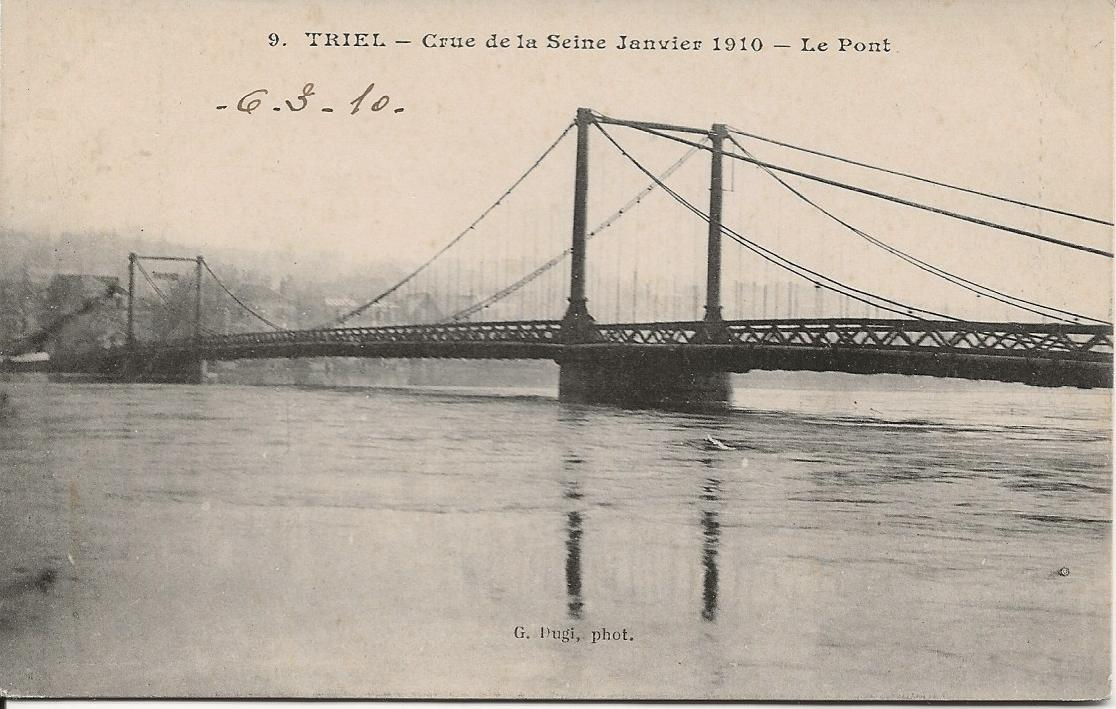
Le pont suspendu de Triel pendant la crue de la Seine en janvier 1910.

Canot à hélice du comte de Lambert en 1913, en arrière plan le pont.

Le premier pont construit à Triel pour traverser la Seine a été mis en service en septembre 1838. C'était un pont suspendu de 163 mètres de longueur totale qui se composant de trois travées : une travée centrale de 80 mètres et deux travées de rive de 40 mètres. Le tablier en bois avait une largeur de 5,5 mètres. Il était soutenu par des haubans attachés à des câbles tendus sur des colonnes en fonte s'appuyant sur deux piles immergées en maçonnerie.
Il fit l'objet d'une concession de péage pour une durée de 99 ans attribuée aux frères Paul et Charles Seguin, constructeurs du pont.
Ce premier pont fut rendu inutilisable, en 1870, par le génie militaire français, qui fit sauter la travée côté rive gauche, lors du siège de Paris durant la guerre franco-prussienne. Les Prussiens ont aussitôt établi un pont de bateaux. Ce pont a été rapidement emporté par les flots après que l'éclusier d'Andrésy a ouvert les vannes de son écluse dans un acte de résistance, et dut être reconstitué.
Le pont suspendu est réparé en juin 1871 et le péage est rétabli.
En 1917, la travée centrale du pont est relevée d'un mètre pour augmenter le tirant d'air et permettre le passage de bateaux militaires.
En 1928, avec l'accord de la municipalité, le département de Seine-et-Oise rachète la concession à la société en commandite qui gérait le pont et le péage fut supprimé le 17 novembre 1928.

Le pont est à nouveau détruit par le génie militaire français le 9 juin 1940 pour freiner l'avance de l'armée allemande au cours de la bataille de France. Dès juillet 1940, l'armée allemande construit un pont de bateaux pouvant supporter des charges de 8 tonnes, qui fut cependant rapidement démonté après le passage des troupes allemandes.

### La passerelle provisoire
Un bac, géré par les services des Ponts et Chaussées, a été mis en place dès 1943 et est resté en service jusqu'en 1956.
Une passerelle provisoire est construite en 1945, en prenant appui sur les piles de l'ancien pont. Cette passerelle en bois, réservée aux piétons et aux cyclistes, était gratuite (mais payante dans les premiers temps). Étroite, branlante, non éclairée et mal entretenue, elle n'était pas très sûre, mais resta en service pendant onze années, jusqu'à l'ouverture du nouveau pont.

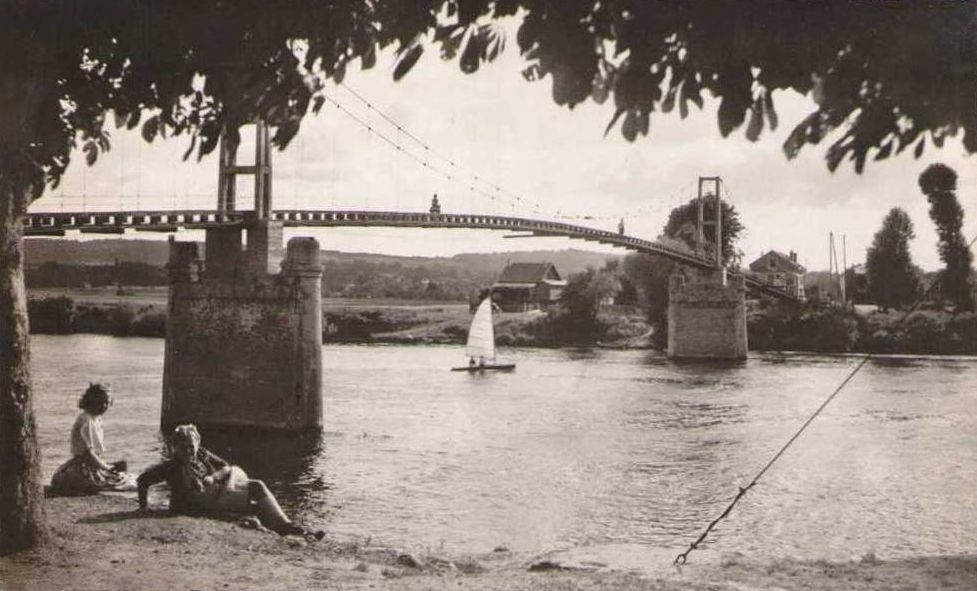
La passerelle piétonnière provisoire en service entre 1945 et 1956.
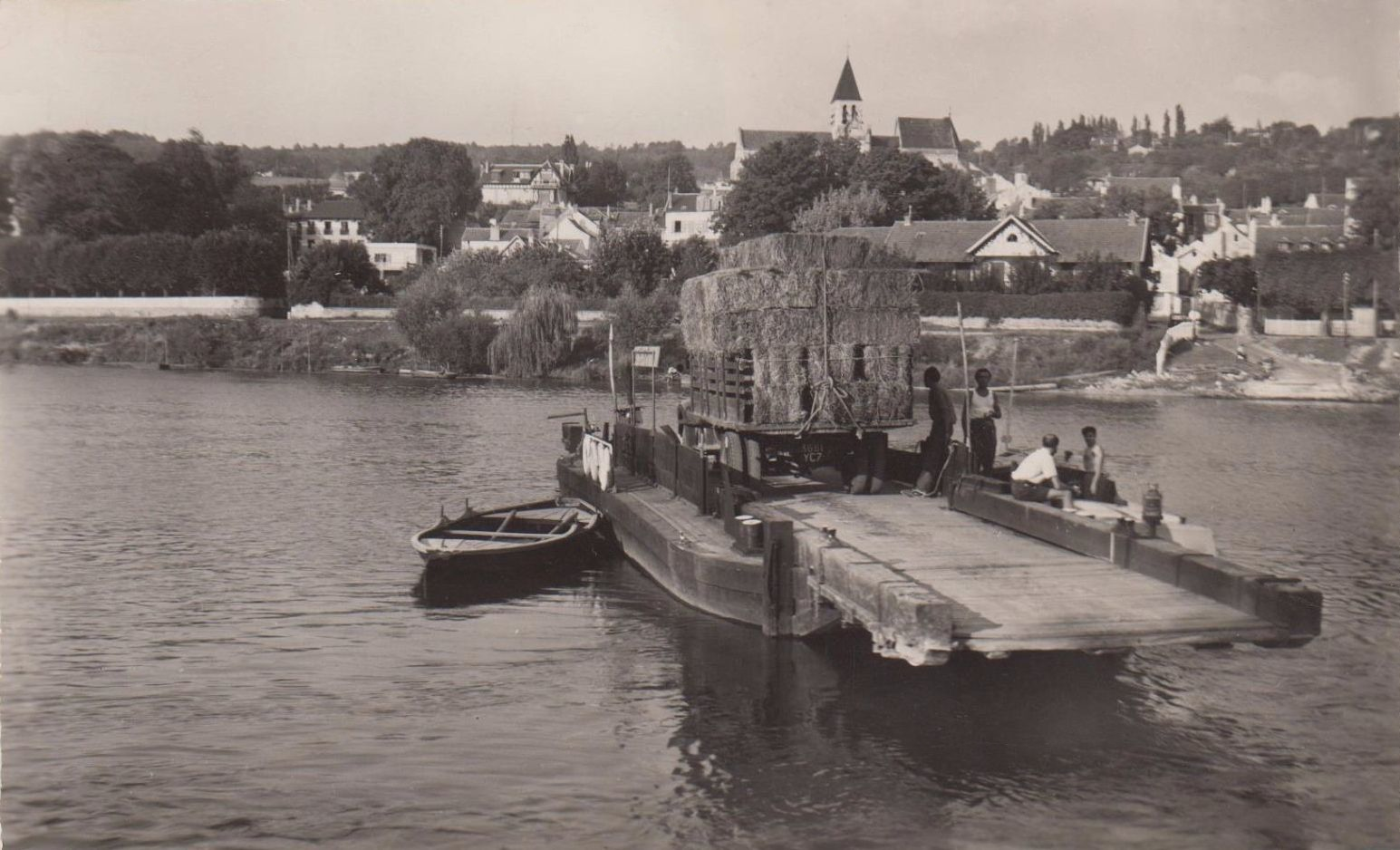
Le bac en service entre 1943 et 1956 pour remplacer le pont détruit.

### Le deuxième pont suspendu
Le projet d'un nouveau pont est adopté et adjugé en janvier 1951. Son emplacement est déplacé de 74 mètres vers l'amont du précédent. Les travaux commencent au printemps 1951 pour une mise en service prévue fin 1953, mais ils sont rapidement arrêtés. Des difficultés techniques dues à l'instabilité du sol nécessitent de nouvelles études et conduisent à opter pour un pont suspendu auto-ancré au lieu d'un pont suspendu classique. Les travaux reprennent en octobre 1955 et l'inauguration officielle a lieu le 21 octobre 1956.

## Le pont suspendu de Triel dans l'art

Pont suspendu de Triel dans l'art
Pont suspendu de Triel, dessin d'Auguste Chapon (XIXe siècle).
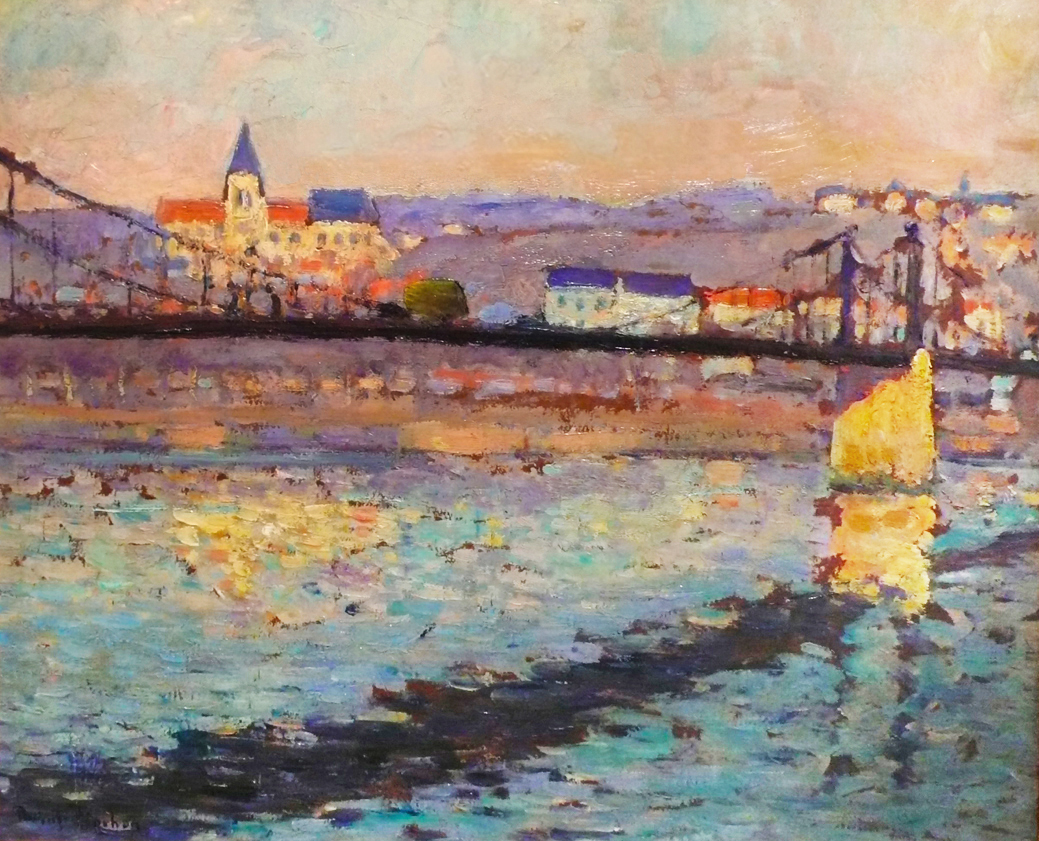
Robert Antoine Pinchon, 1904, Triel sur Seine, le pont du chemin de fer.
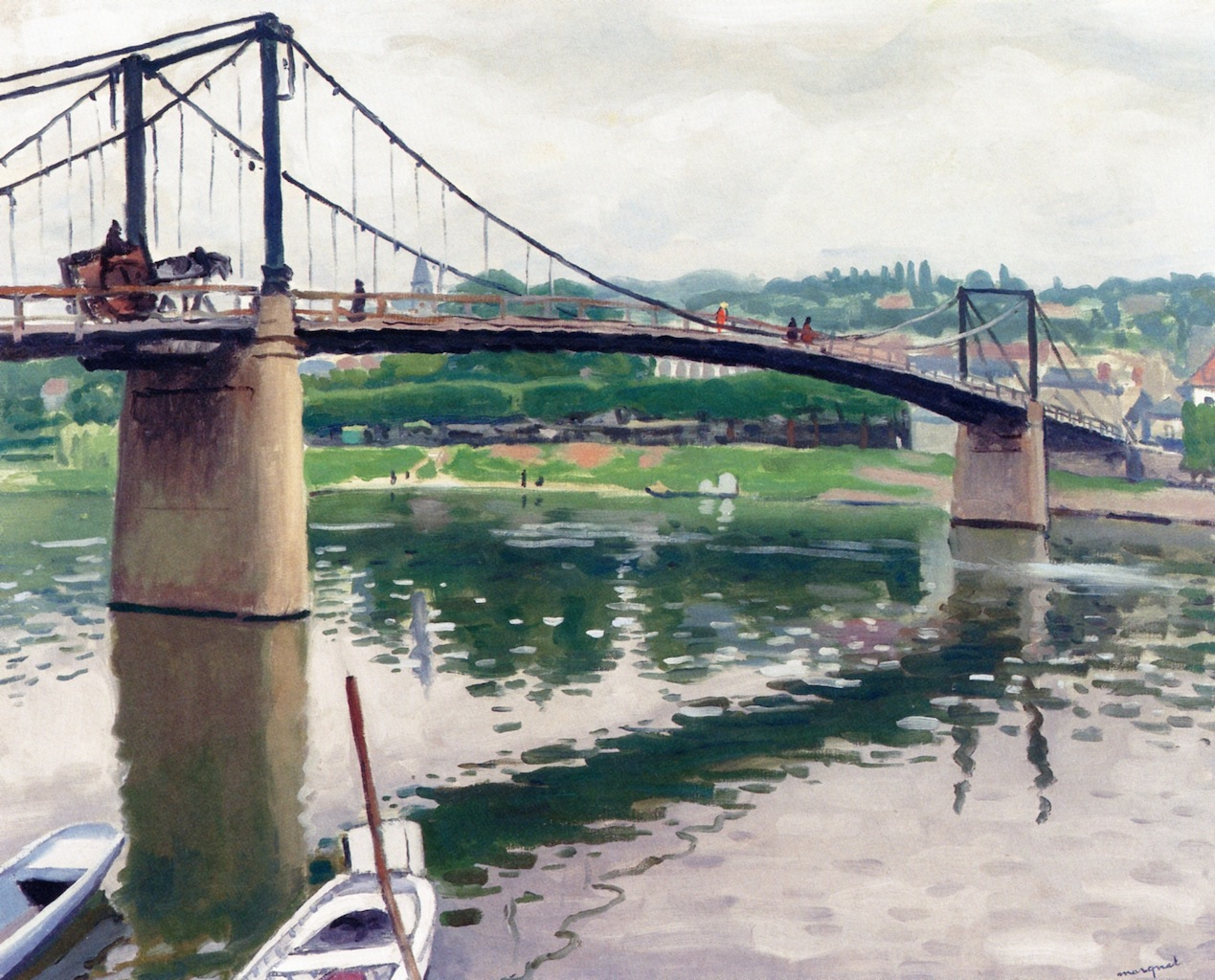
Albert Marquet, 1931,  Le pont de Triel.
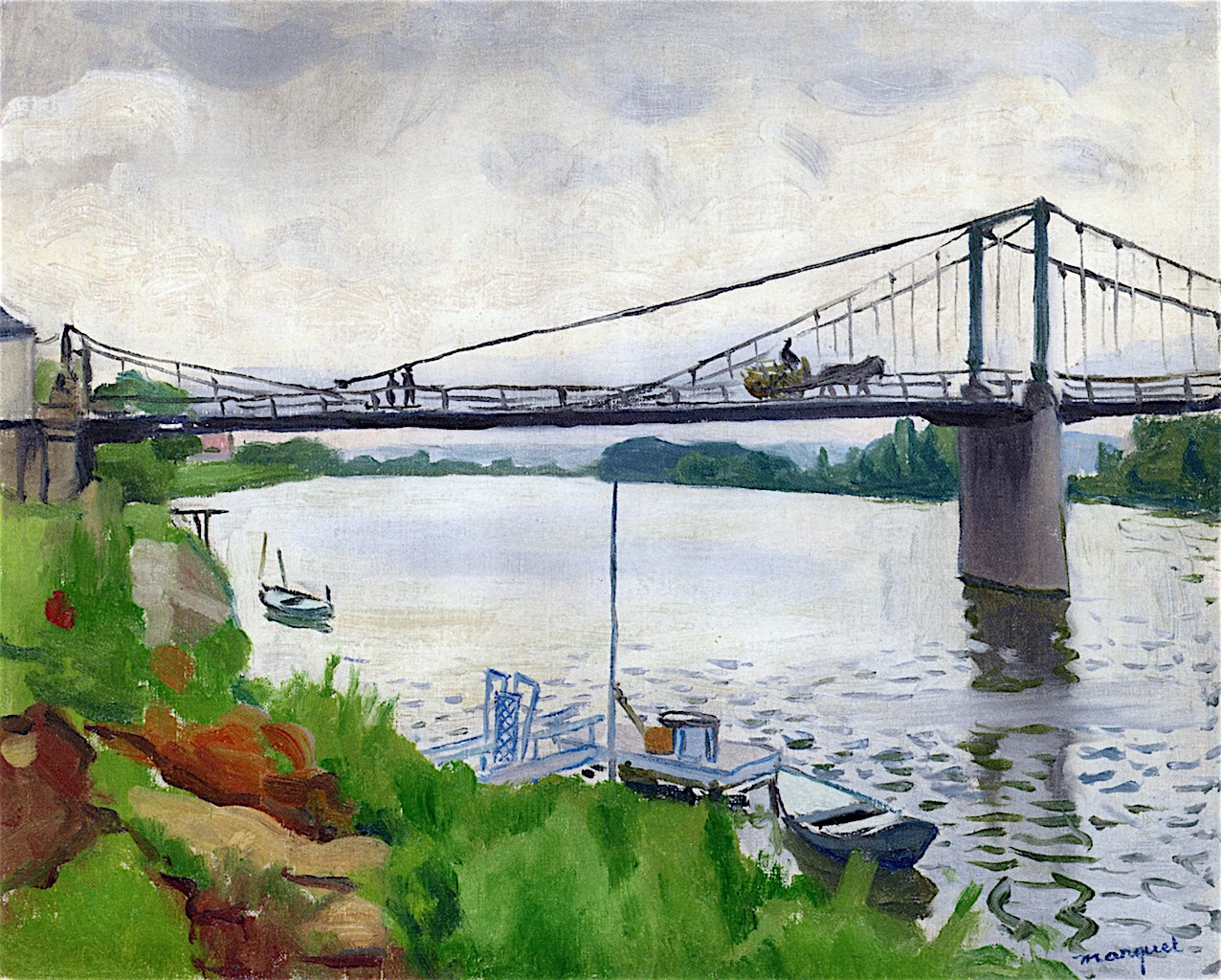
Albert Marquet, 1931,  Le pont de Triel.
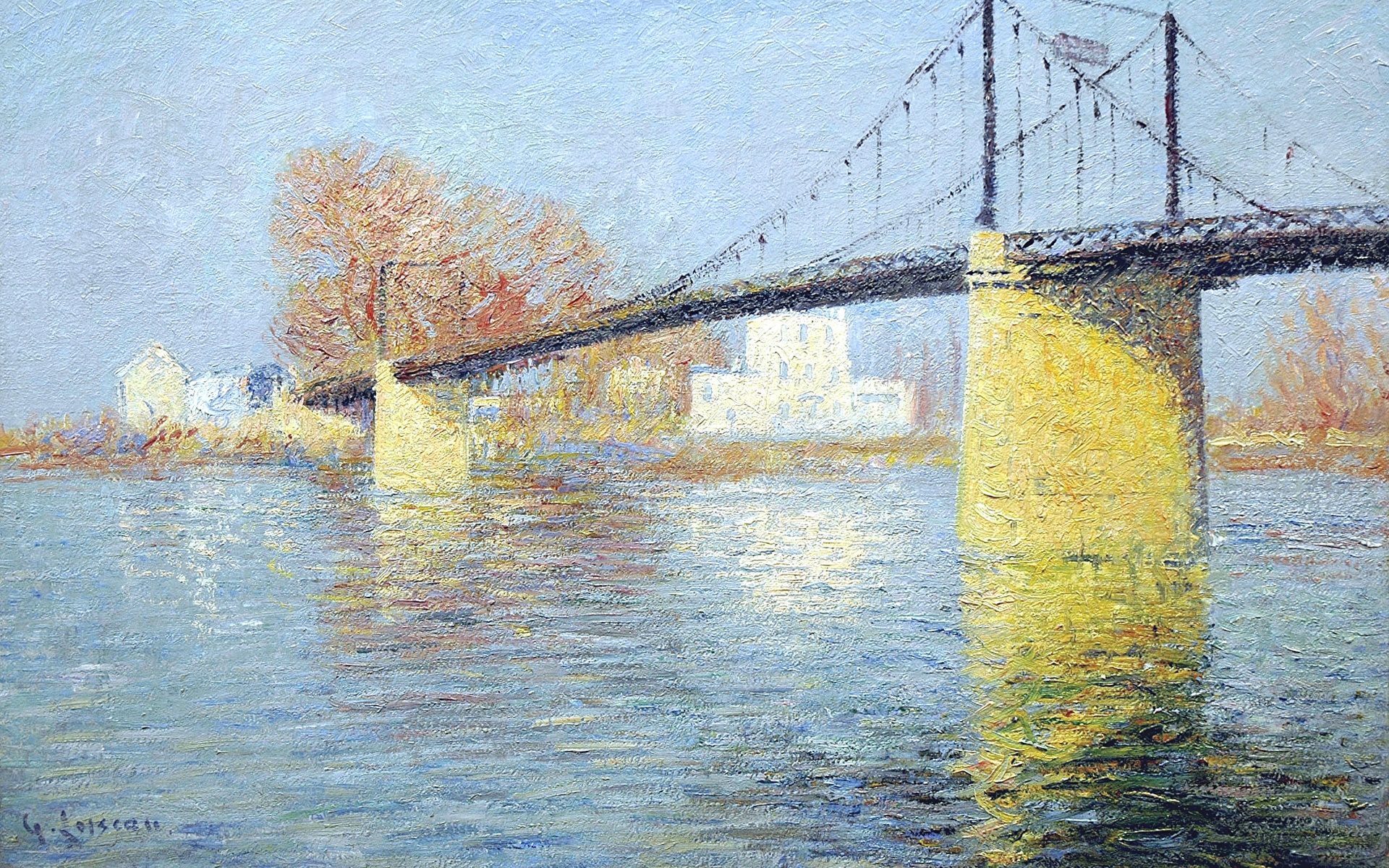
Gustave Loiseau, 1917,  Le pont suspendu de Triel.